# Iran i olympiska sommarspelen 1964
Iran deltog i de olympiska sommarspelen 1964 i Tokyo. Landet ställde upp med en trupp bestående av 62 deltagare, 58 män och fyra kvinnor, vilka deltog i 58 tävlingar i elva sporter. Iran slutade på 34:e plats i medaljligan, med två bronsmedaljer, båda i brottning.

## Medaljer
Brons
- Ali Akbar Heidari - Brottning, Flugvikt, fristil
- Mohammad Ali Sanatkaran - Brottning, Weltervikt, fristil

## Boxning
Herrar
Flugvikt
- Nasser Aghaei
  - Första omgången — Förlorade mot  Choh Dong-kih (KOR)

Bantamvikt
- Sadegh Aliakbarzadeh
  - Första omgången — Förlorade mot  Juan Fabila (MEX)

Lättvikt
- Hassan Pakandam
  - Första omgången — bye
  - Andra omgången — Förlorade mot  Stoyan Pilichev (BUL)

Lätt weltervikt
- Nadimi Ghasre Dashti
  - Första omgången — bye
  - Andra omgången — Vann mot  Gopalan Ramakrishnan (MAS)
  - Tredje omgången — Förlorade mot  João da Silva (BRA)

Weltervikt
- Sayed Mahmoudpour Roudsari
  - Första omgången — Förlorade mot  Kichijiro Hamada (JPN)

## Brottning
Fristil
| Idrottare               | Gren  | Omgång 1                        | Omgång 2                      | Omgång 3                          | Omgång 4                        | Omgång 5                            | Sista omgången                                               | Sista omgången |
| Idrottare               | Gren  | Motståndare Resultat            | Motståndare Resultat          | Motståndare Resultat              | Motståndare Resultat            | Motståndare Resultat                | Motståndare Resultat                                         | Plats          |
| ----------------------- | ----- | ------------------------------- | ----------------------------- | --------------------------------- | ------------------------------- | ----------------------------------- | ------------------------------------------------------------ | -------------- |
| Ali Akbar Heidari       | 52 kg | Niaz (PAK) Förlust på poäng     | Liang (MAS) Vinst genom fall  | Zafiropoulos (GRE) Vinst på poäng | Simons (USA) Förlust på poäng   | Yanılmaz (TUR) Vinst på poäng       | Gick inte vidare                                             | 3              |
| Abdollah Khodabandeh    | 57 kg | Georgiev (BUL) Oavgjort         | Anwary (AFG) Vinst på poäng   | Akbaş (TUR) Förlust på poäng      | Gick inte vidare                | Gick inte vidare                    | Gick inte vidare                                             | 9              |
| Ebrahim Seifpour        | 63 kg | Jutila (CAN) Vinst genom fall   | Meehan (NZL) Vinst genom fall | Yoon (KOR) Vinst genom fall       | Tovar (MEX) Vinst på poäng      | Chochasjvili (URS) Förlust på poäng | Gick inte vidare                                             | 6              |
| Abdollah Movahed        | 70 kg | Stephenson (GBR) Vinst på poäng | Marsh (AUS) Vinst på poäng    | Chung (KOR) Vinst på poäng        | Horiuchi (JPN) Förlust på poäng | Valtjev (BUL) Förlust på poäng      | Gick inte vidare                                             | 5              |
| Mohammad Ali Sanatkaran | 78 kg | Heinze (EUA) Vinst på poäng     | Watanabe (JPN) Vinst på poäng | Bajkó (HUN) Vinst på poäng        | Afzal (PAK) Vinst DSQP          | Dermendzhiev (BUL) Vinst på poäng   | Sagaradze (URS) Förlust på poäng Ogan (TUR) Förlust på poäng | 3              |
| Mansour Mehdizadeh      | 87 kg | Hollósi (HUN) Vinst på poäng    | Brand (USA) Förlust på poäng  | Kobelt (SUI) Vinst på poäng       | Güngör (TUR) Vinst på poäng     | Gardzhev (BUL) Vinst på poäng       | Gick inte vidare                                             | 4              |
| Gholamreza Takhti       | 97 kg | Vígh (HUN) Vinst på teknik      | Buck (GBR) Vinst genom fall   | Mane (IND) Vinst genom fall       | Ayık (TUR) Förlust på poäng     | Mustafov (BUL) Oavgjort             | Gick inte vidare                                             | 4              |

Grekisk-romersk
| Idrottare            | Gren  | Omgång 1                       | Omgång 2                       | Omgång 3                             | Omgång 4                       | Omgång 5             | Sista omgången       | Sista omgången |
| Idrottare            | Gren  | Motståndare Resultat           | Motståndare Resultat           | Motståndare Resultat                 | Motståndare Resultat           | Motståndare Resultat | Motståndare Resultat | Plats          |
| -------------------- | ----- | ------------------------------ | ------------------------------ | ------------------------------------ | ------------------------------ | -------------------- | -------------------- | -------------- |
| Ahmad Khoshouei      | 52 kg | Mewis (BEL) Förlust på poäng   | Bozkurt (TUR) Förlust på poäng | Gick inte vidare                     | Gick inte vidare               | i.u.                 | Gick inte vidare     | 12             |
| Siavash Shafizadeh   | 57 kg | Knitter (POL) Förlust på poäng | Švec (TCH) Förlust genom fall  | Gick inte vidare                     | Gick inte vidare               | Gick inte vidare     | i.u.                 | 15             |
| Rasoul Mirmalek      | 63 kg | Mansour (EGY) Vinst på poäng   | Olsson (SWE) Förlust på poäng  | Bolocan (ROU) Förlust på poäng       | Ballery (FRA) Förlust på poäng | Gick inte vidare     | Gick inte vidare     | 6              |
| Hossein Mollaghasemi | 70 kg | Burke (USA) Förlust på poäng   | Tapio (FIN) Förlust genom fall | Gick inte vidare                     | Gick inte vidare               | Gick inte vidare     | Gick inte vidare     | 14             |
| Asghar Zoghian       | 78 kg | bye                            | Shin (KOR) Vinst på poäng      | Schiermeyer (FRA) Förlust genom fall | Ţăranu (ROU) Förlust på poäng  | Gick inte vidare     | Gick inte vidare     | 7              |

## Friidrott
Damer
100 meter
- Simin Safamehr - 43:e plats
  - Heat — 13,2 (→ gick inte vidare)

Höjdhopp
- Nazli Bayatmakoo
  - Kval — inget resultat (→ gick inte vidare)

Längdhopp
- Simin Safamehr - 31:a plats
  - Kval — 5,06 meter (→ gick inte vidare)

Kulstötning
- Juliet Gevorgian - 16:e plats
  - Kval — 9,17 meter (→ gick inte vidare)

Diskuskastning
- Juliet Gevorgian - 21:a plats
  - Kval — 30,05 meter (→ gick inte vidare)

Herrar
100 meter
- Akbar Babakhanloo
  - Heat — startade inte (→ gick inte vidare)

200 meter
- Abdolvahab Shahkhoreh - 48:e plats
  - Heat — 22,3 (→ gick inte vidare)

400 meter
- Hossein Ghafourizadeh - 50:e plats
  - Heat — 50,8 (→ gick inte vidare)

800 meter
- Ebrahim Yazdanpanah - 39:e plats
  - Heat — 1:54,7 (→ gick inte vidare)

1 500 meter
- Ebrahim Yazdanpanah - 34:e plats
  - Heat — 1:54,7 (→ gick inte vidare)

5 000 meter
- Ebrahim Yazdanpanah
  - Heat — startade inte (→ gick inte vidare)

Diskuskastning
- Jalal Keshmiri - 26:e plats
  - Kval — 45,24 meter (→ gick inte vidare)

## Fotboll
Laguppställning
- Aziz Asli
- Mansour Amirasefi
- Ali Mirzaei
- Mostafa Arab
- Hassan Habibi
- Ebrahim Latifi
- Abdollah Saedi
- Kambozia Jamali
- Jalal Talebi
- Gholam Hossein Nourian
- Mohammad Hossein Khodaparast
- Karam Nayyerloo
- Gholam Hossein Fanaei
- Fariborz Esmaeili
- Dariush Mostafavi
- Parviz Ghelichkhani
- Mohammad Bayati

Gruppspel
| Lag      | S | V | O | F | GM | IM | MS | P |
| -------- | - | - | - | - | -- | -- | -- | - |
| Tyskland | 3 | 2 | 1 | 0 | 7  | 1  | +6 | 5 |
| Rumänien | 3 | 2 | 1 | 0 | 5  | 2  | +3 | 5 |
| Mexiko   | 3 | 0 | 1 | 2 | 2  | 6  | −4 | 1 |
| Iran     | 3 | 0 | 1 | 2 | 1  | 6  | −5 | 1 |

## Gymnastik
Damer
| Idrottare       | Gren                 | V      | UB    | BB     | F      | Totalt | Placering |
| --------------- | -------------------- | ------ | ----- | ------ | ------ | ------ | --------- |
| Jamileh Sorouri | Individuell mångkamp | 12.666 | 8.000 | 15.233 | 14.033 | 49.932 | 82        |

| Idrottare       | Gren       | Kval          | Kval       | Kval   | Kval | Final            | Final            | Final            |
| Idrottare       | Gren       | Obligatoriska | Frivilliga | Totalt | Rank | Poäng            | Totalt           | Placering        |
| --------------- | ---------- | ------------- | ---------- | ------ | ---- | ---------------- | ---------------- | ---------------- |
| Jamileh Sorouri | Hopp       | 5,733         | 6,933      | 12,666 | 81   | Gick inte vidare | Gick inte vidare | Gick inte vidare |
| Jamileh Sorouri | Barr       | 3,000         | 5,000      | 8,000  | 82   | Gick inte vidare | Gick inte vidare | Gick inte vidare |
| Jamileh Sorouri | Bom        | 7,233         | 8,000      | 15,233 | 81   | Gick inte vidare | Gick inte vidare | Gick inte vidare |
| Jamileh Sorouri | Fristående | 6,500         | 7,533      | 14,033 | 83   | Gick inte vidare | Gick inte vidare | Gick inte vidare |

Herrar
| Idrottare      | Gren                 | F     | PH    | R     | V     | PB    | HB    | Totalt | Placering |
| -------------- | -------------------- | ----- | ----- | ----- | ----- | ----- | ----- | ------ | --------- |
| Jalal Bazargan | Individuell mångkamp | 14,95 | 15,15 | 15,80 | 18,35 | 16,85 | 15,25 | 96,35  | 118       |

| Idrottare      | Gren       | Kval          | Kval       | Kval   | Kval | Final            | Final            | Final            |
| Idrottare      | Gren       | Obligatoriska | Frivilliga | Totalt | Rank | Poäng            | Totalt           | Placering        |
| -------------- | ---------- | ------------- | ---------- | ------ | ---- | ---------------- | ---------------- | ---------------- |
| Jalal Bazargan | Fristående | 7,45          | 7,50       | 14,95  | 123  | Gick inte vidare | Gick inte vidare | Gick inte vidare |
| Jalal Bazargan | Bygelhäst  | 7,55          | 7,60       | 15,15  | 113  | Gick inte vidare | Gick inte vidare | Gick inte vidare |
| Jalal Bazargan | Ringar     | 7,30          | 8,50       | 15,80  | 116  | Gick inte vidare | Gick inte vidare | Gick inte vidare |
| Jalal Bazargan | Hopp       | 9,05          | 9,30       | 18,35  | 103  | Gick inte vidare | Gick inte vidare | Gick inte vidare |
| Jalal Bazargan | Barr       | 8,15          | 8,70       | 16,85  | 116  | Gick inte vidare | Gick inte vidare | Gick inte vidare |
| Jalal Bazargan | Räck       | 7,80          | 7,45       | 15,25  | 116  | Gick inte vidare | Gick inte vidare | Gick inte vidare |

## Simhopp
Herrarnas svikt
- Manucher Fasihi - 26:e plats
  - Kval — 67,20 poäng (→ gick inte vidare)

## Simning
Herrarnas 100 m frisim
- Haydar Shonjani - 26:e plats
  - Heat — 1:02,1 (→ gick inte vidare)

## Skytte
Öppna grenar
| Idrottare               | Gren                           | Poäng | Plats |
| ----------------------- | ------------------------------ | ----- | ----- |
| Nosratollah Momtahen    | Fripistol                      | 490   | 52    |
| Mohammad Jafar Kalani   | 50 meter gevär, liggande       | 576   | 64    |
| Gholam Hossein Mobasser | 50 meter gevär, liggande       | 579   | 61    |
| Nasser Sharifi          | 50 meter gevär, tre positioner | 1018  | 53    |

## Tyngdlyftning
Herrar
| Idrottare          | Gren    | Press | Ryck  | Stöt  | Total | Placering |
| ------------------ | ------- | ----- | ----- | ----- | ----- | --------- |
| Rajabi Eslami      | 56 kg   | 100,0 | 100,0 | 130,0 | 330,0 | 10        |
| Mohammad Nassiri   | 56 kg   | 105,0 | 85,0  | 120,0 | 310,0 | 15        |
| Parviz Jalayer     | 67,5 kg | 120,0 | 120,0 | 155,0 | 395,0 | 7         |
| Reza Estaki        | 82,5 kg | 120,0 | 132,5 | 167,5 | 420,0 | 12        |
| Manuchehr Borumand | +90 kg  | 155,0 | 140,0 | 170,0 | 465,0 | 12        |